# スコット・アシュトン
スコット・ランドルフ・アシュトン（Scott Randolph Asheton、1949年8月16日 - 2014年3月15日）はアメリカ合衆国のドラマー。 ザ・ストゥージズのドラマー。  兄のロン・アシュトンもザ・ストゥージズのメンバーでギターを務めていた。
2011年6月、フランスで行われたヘルフェス（英語版）にストゥージズとして出演した後にスコットが脳卒中で倒れてしまい、療養に入ることになった。バンドはツアー中だったため、代役としてラリー・ミューレン(トビー・ダミット)を起用した。しかし3年後の2014年3月15日に死去した。